# Hangö kyrka
Hangö kyrka är en kyrkobyggnad vid Kyrkovägen i Hangö stad i Nyland. Den används av Hangö svenska och finska församlingar.

## Historia

### Ursprunglig kyrka
Kyrkan är en långkyrka och byggdes mellan åren 1891 och 1892 efter ritningar av arkitekt Johan Jacob Ahrenberg. Den ursprungliga kyrkan byggdes i rödtegel i nygotisk stil. Det utsatta läget vid havet gjorde att kyrkans tegelfasad for mycket illa.

### Under Hangöparentesen
Hangö utarrenderades till Sovjet efter Vinterkriget som en del av fredsuppgörelsen. Området skulle användas som marinbas. Hyrestiden inleddes den 23 mars 1940 och skulle pågå i trettio år.
Under kriget hade Hangö skadats svårt av bombningarna och mera skulle komma när de sovjetiska trupperna lämnade staden. Den 2 december 1941 avstod Sovjet området och lämnade efter sig stor förödelse, 
När de sovjetiska trupperna lämnade Hangö 1941 sprängdes det närliggande vattentornet och kyrkan skadades svårt.

### Nybygge eller renovering
Vid återuppbyggnaden av Hangö övervägde man att bygga en helt ny kyrka men stannade slutligen för att renovera den gamla. Planen för renoveringen gjordes av arkitekt Bertel Liljequist. Renoveringen slutfördes 1953. Vid renoveringen förändrades kyrkans utseende radikalt. Altarfönstret murades igen. Fasaden rappades och därmed täcktes tegelornamentiken. Vattentaket fick en betydligt enklare form. Kyrkan fick därmed ett tidstypiskt funktionalistiskt utseende där den ursprungliga nygotiken bara kunde anas. Också invändigt genomgick kyrksalen stora förändringar. Under åren 1972 och 1973 renoverades kyrkan på nytt.

### Senare åtgärder
1971 byggdes en ny sakristia med ett förrättningskapell. 1973 förnyades interiören under ledning av arkitekt Lars Rejström. Interiören renoverades på nytt 1992 då bland. annat en del av det ursprungliga altarfönstret öppnades och ett rosettfönster skapades av arkitekt Gunvor Helander och glaskonstnär Carita Heinrichs. Vid renoveringen 1993 flyttade den stora kopian av Torvaldsens Kristusstaty till altaret. Statyn hade urspungligen erhållits som en gåva vid kyrkans invigning 1892. Statyn har under en del av tiden efter kriget stått på annan plats i kyrkan och då har en textilvävnad "Försonaren" utgjort altartavla. textilvävnaden har planerats av textilkonstnär  Oili Mäki. Vävnaden finns på nu annan plats i kyrksalen.

## Inventarier
Orgeln byggdes 1965 av den tyska orgelbyggaren Georg Ott och representerar med sina 29 stämmor den nordtyska barockorgeltlraditionen. Det finns ett votivskepp som är en miniatyr av skeppet "Hangö". Originalskeppet om 37 meters längd byggdes i Bromarv 1877.